# 絞面

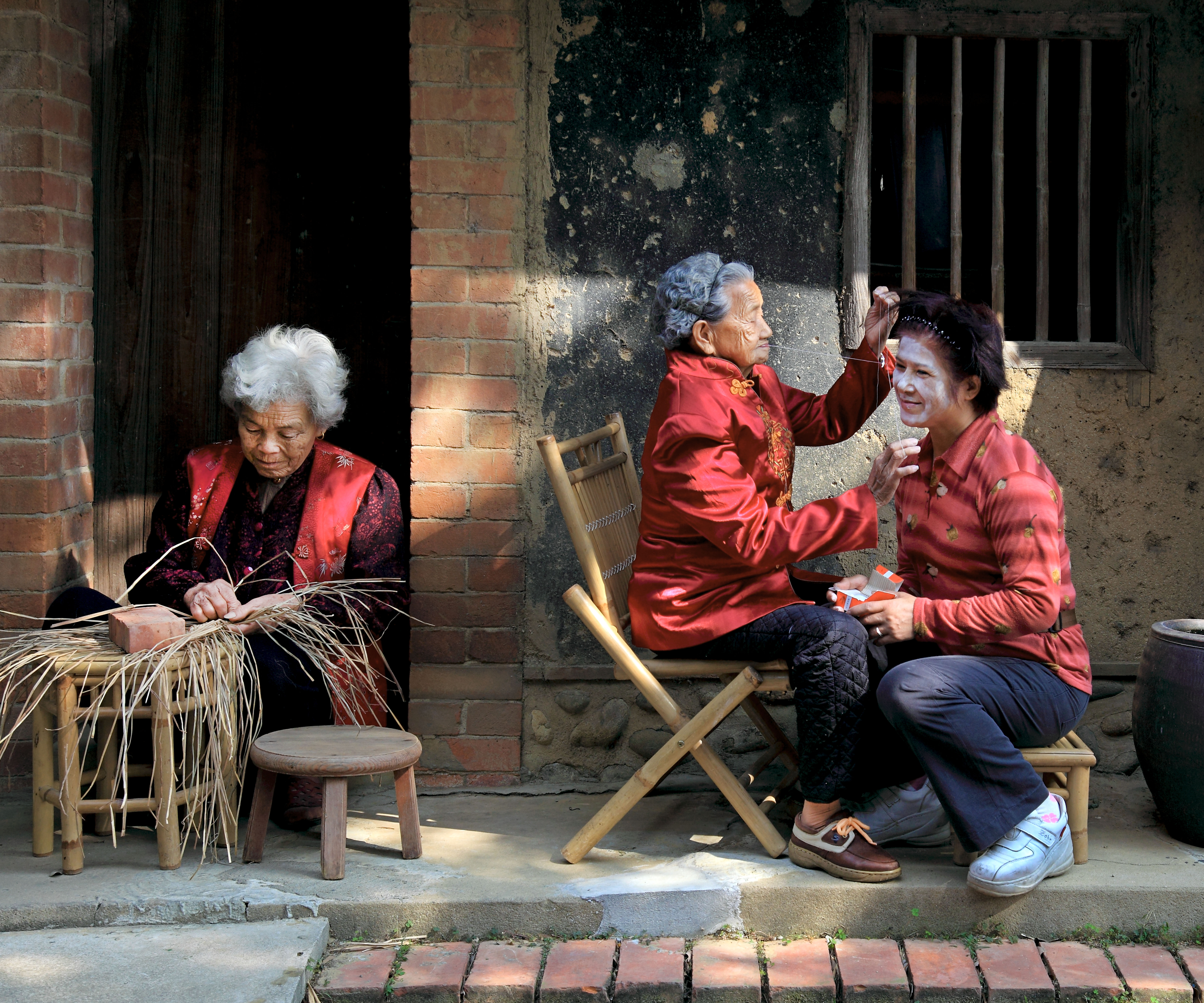
挽面

線面亦称绞面，是一種在西亚、中亚及东亚历史久远的使用线除去妇女脸上的汗毛的美容傳統工藝。在中国線面有很多不同的名字，如較熟識的"絞面"、潮州的"界面"和新會的"彈毛仔"等。古時中國女子一生起碼要線面一次，在出嫁之日線面的習俗是為开脸（开面），具有帶來好運的吉祥之意。閩南、粵東、台灣、星馬泰等地則稱為挽面。而現在這工藝已經傳至歐洲，澳洲和美國等，稱為 "Threading"。

## 歷史
線面是中國和東南亞地區流傳已久的傳統美容工藝，為古時去除面毛的技巧。在中國至今還有很多地方保留這傳統。在上個世紀2、30年代的婦女，在社會上沒有科學化美容的時候，線面幾乎是人人皆會的美容手段。跟朋友鄰舍互相線面也盛行於坊間，是婦女間的閑餘活動。7、80年代起，美容科技興起，線面這種時間長而費勁的美容治療成為了夕陽行業。直到千禧年代，在美容事故頻生、傳統文化開始受到重視的社會潮流下，線面開始再度引來關注。香港著名線面師梁太(何瑞鈿)和其女兒梁燕珊 （页面存档备份，存于）把線面工藝帶到香港和日本的大型傳媒中，線面重回人們視野，並在風尚自然健康的歐洲、澳洲、美國和日本成了美容界新寵，歐美多個大城市陸續出現線面服務的美容院，外國統稱這工藝作 "Threading"。

## 程序
在被線面者臉上塗上海棠粉，由線面的施行者使用一根堅韌的细麻线，中间用一只手拉着，两端分别系在另一只手的拇指和食指上。或者中间用嘴咬着，两手套住两头，形成交叉的三角的線結。麻线在被線面者脸上透過線結的移動把毛髮和其他累積在皮膚上的東西一拼絞進結內拔出，逹到清除毛孔的功效。此外，眉、鬓角也要修整。

## 副作用
由於線面是將毛髪連毛孔內累積物整個連根拔起，並一并把皮膚外的死皮、塵垢帶走，對皮膚有刺激性，數小時內可能出現過敏。而線面時也會有痛楚。

## 开脸
在中国，从北方到南方，比如河北、江西、广西，以及越南，都有妇女婚前开脸的习俗。又称开面、开脸、绞脸、择脸、升眉，乃是用线除去新娘脸上的汗毛，有去除污秽、祈求吉利的意思。新娘须在迎亲前夕完成绞面。
同上头一样，新娘需由父母或父母子女健在，婚姻和睦的亲友或担任送亲婆的全福人为自己绞面。部分地区有新娘上头和开脸时嘴里须含一块糖之婚俗礼仪，寓意婚后生活幸福甜美。也有部分地区请喜娘为新娘绞面的。
有的地方开脸之前，主家要煮“开脸饺”分赠亲友以示吉祥，也有开脸时要唱开脸歌以预祝新娘生育的。

### 传说
有一种关于开脸起源的传说：说隋炀帝滥抢民女，于是有一家人就把出嫁的女儿的脸上的汗毛全部除去，涂脂抹粉假扮城隍娘娘抬到新郎家，以躲避官兵的检查。后来大家跟着学，成了风俗。而清朝的慈禧太后據說是每日線面來保持皮膚白滑。